# John Hawkins (autor)
John Hawkins (29 de març del 1719 - 21 de maig del 1789) va ser un historiador de la música anglès del segle xviii. Va publicar una de les obres més importants de la historiografia musical anomeada General History of the Science and Practice of Music i està escrita en cinc volums. Hawkins va ser un autor que anava a contracorrent a la seva època fet que va causar diverses reaccions dels seus contemporanis, sobretot a Charles Burney, el seu gran rival. Altres autors coetanis a John Hawkins i també grans literaris de la música van ser Otto Jahn, Thayer, William Chappell, A. J. Hipkins, and George Grove.

## Biografia

### Primera etapa (1736-1740)
Cap al 1736 va estudiar durant un any amb un arquitecte, Edward Hoppus, i després va estudiar amb un advocat, John Scott. Va canviar ràpidament de professió però tot i això, Hawkins va destacar per ser un bon estudiant. Es té constància que es llevava a les 4 del matí per estudiar dret i llegir obres d'autors. Malgrat tot, els estudis de dret no van acabar tenint un pes important a la seva vida i va acabar dedicant-se a la literatura musical.
Des de 1739, Hawkins va començar a dedicar el seu temps lliure a la música, convertint-se en amic íntim de l'organista i compositor John Stanley. Hawkins va escriure la lletra per Six cantatas for a voice and instruments i Stanley va compondre la part musical. Aquesta obra es va cantar a Vauxhall i Ranelagh.
Händel era un dels molts amics músics de Hawkins i de qui va poder escriure alguns records personals en la seva història de la música.
Hawkins normalment freqüentava diversos clubs musicals on celebraven reunions setmanals o mensuals.
També tenia una faceta d'intèrpret, cap al 1740 va participar en concerts privats habituals en una taverna del carrer Gracechurch tocant el violí i el violoncel. Va compartir escenari amb professionals com Stanley, que era el primer violí, el violoncel·lista Andrea Caporale, l'oboista Thomas Vincent i el flautista Simon Balicourt.

### Segona etapa (1741-1760)
El 1742, va exercir d'advocat, primer a casa del seu pare i des del març del 1751 a les seves instal·lacions a Clement's Lane.
Més tard, entre el 1743 i el 1748 es va incorporar a l'Acadèmia de música antiga. Allà va conèixer a J. C. Pepusch, que segurament va estimular el seu interès per la música del segle xvi.
Hawkins es va casar amb Sidney Storer el 24 de març de 1753, a St George’s. A la casa del matrimoni, se celebraven periòdicament reunions musicals. Al 1759, a causa de la mort del germà de Sidney, es van traslladar a Twickenham, on es va dedicar a la seva afició a la pesca i també va poder aprofundir en la música i la literatura, construint una gran col·lecció de tractats i manuscrits. Tot això va ser possible gràcies a l'herència que van rebre del germà difunt de la dona de Hawkins.
Al voltant de 1749-52, va escriure una breu vida del compositor Agostino Steffani com a prefaci de les còpies de les obres de Steffani; i el 1771 va escriure per a la reedició de l'Oxford University Press de l'edició popular.
El 1749, John Hawkins va tenir el privilegi de poder formar part d'un grup de 9 pensadors importants de l'època. Es reunien cada dimarts a King's Head i es van anomenar com Madrigal Society. Hawkins però, no va formar part d'aquest grup des dels seus inicis ja que no consta a la lista de membres. Però un temps més tard sí que es va poder comprovar la seva assistència al club i el pagament de les seves mensualitats.

### Tercera etapa (1761-1789)
Hawkins va treballar com a jurat al setembre de 1761 i el 1763 va ser elegit president de les Quarts Sessions, un càrrec important que va ocupar durant més de 15 anys.
El 1784 va morir Samuel Johnson, un íntim amic de John Hawkins. Un sindicat de llibreters de Londres li va demanar a Hawkins que escrigués la biografia de Johnson i que preparés una edició completa de les seves obres. Però uns articles anònims van atacar a Hawkins dient que no era digne d'escriure la biografia de Johnson i qui realment ho havia de fer era James Boswell. Hawkins va acabar escrivint la biografia però no va ser ben rebuda, ja que va ser criticada per falta de formalitat i per donar detalls irrellevants. Finalment, la biografia feta per Hawkins es va substituir per l'obra de Boswell el 1791.
El 1777 la família Hawkins va abandonar la casa a Twickenham i es van instal·lar al jardí Hatton. Però a causa d'uns quants robatoris es van traslladar una vegada més a Westminster, on la nit del 23 de febrer de 1785, un incendi va destruir la major part de la biblioteca de Hawkins i la col·lecció de gravats. Afortunadament, Hawkins havia donat part dels seus tractats al Museu Britànic.
Posteriorment va escriure "Memorias del Dr. William Boyce", com a prefaci de la reedició de 1788 de Música de la catedral de Boyce.
El maig de 1789 va patir un ictus i poc després de tornar a casa va patir un segon sent la causa de la seva mort. Va ser enterrat als claustres de la Abadia de Westminster el 28 de maig de 1789.
Després de la seva mort, van sortir a la llum comentaris del seus contemporanis que mostraven la poca popularitat de Hawkins. El bisbe Percy va dir que era "detestable"; Jeremy Bentham el va classificar com un "company més insolent i que no val la pena". Horace Walpole va afirmar que era "un home moral molt honest, però sense brillantor i molt obstinat i controvertit". Johnson el va declarar "un home honest en el fons", però va dir que era "penuriós" i que tenia un "grau de brutalitat que no es pot defensar fàcilment".
Malgrat aquestes critiques, se'l considerava com un home auster, amable i generós. Hawkins va sorprendre dues vegades per la seva cortesia i civisme als seus rivals musicals i literaris Charles Burney i James Boswell; i els seus amics i els seus dependents es van beneficiar considerablement de la seva generositat, especialment les famílies de Boyce i Gostling.

## Ciència de la música alseglexviii
Al segle xviii, s'entenia que la ciència, l'apranentatge i el coneixement eren un tot. Es pensava que la ciència era una filosofia natural i que era la investigació sobre allò que no pot ser diferent del que és, conduint en definitiva al coneixement de les causes, dels principis de les coses. La musicologia entesa com a “ciència”, denotava clarament una manera específica d'entendre la disciplina.
La música estava pensada com una branca de la filosofia natural. Es trobava al quadrivium al costat de l'aritmètica, la geometria i l'astronomia; però també s'incloïa en la filosofia humana, entre les “arts de l'elegància”.
Les característiques de les humanitats britàniques durant el segle xviii van tenir un paper fonamental en la conformació de la ciència de la música de Hawkins. Va haver-hi un intent de tenir una visió coherent d'un camp d'aprenentatge unitari.
John Hawkins va viure un gran debat a tot Europa sobre la naturalesa de l'escriptura històrica. Es plantejaven què era la història, quins eren els seus objectius, el significat i la forma com s'hauria d'escriure i organitzar. Va haver-hi un enfrontament d'idees ja que alguns filòsofs i historiadors defensaven el pensament dels seus avantpassats mentre que els "moderns" donaven suport a l'escepticisme.
Quan John Hawkins va escriure General History of the Science and Practice of Music, va afirmar que l'única manera de "construir" la ciència de la música era investigant. Hawkins creia en lleis generals i invariables; no només pretenia narrar la vida dels músics del passat i la història de la teoria musical, sinó que pensava que el mètode històric era el millor mitjà per a la construcció d'una ciència de la música. Creia que la història havia d'explicar les causes dels períodes de progrés i de decadència i explicar per què les coses han esdevingut tal com són.

## General History of the Science and Practice of Music
Hawkins havia estat acumulant material per a la història general de la ciència i la pràctica de la música durant 32 anys, principalment a partir de la seva pròpia recerca al Museu Britànic entre els anys 1761 i 1775, de les biblioteques de Bodleian i universitaris d'Oxford i Cambridge; i a partir de la informació subministrada per Horace Walpole. Hawkins va trigar en escriure tota l'obra 16 anys però el motivava la seva devoció per la música. Com a resultat van ser 5 volums publicats completament al novembre de 1776 just set mesos després de la publicació del primer volum de la història de Charles Burney, el principal rival de Hawkins.
Els objectius de Hawkins eren investigar els principis de la ciència i aconseguir fer veure la música al mateix nivell d'altres arts.
Un cop publicat el seu treball, Hawkins va sorprendre als seus contemporanis per la seva saviduria i la seva claredat i la crítica va ser favorable i es van escriure ressenyes a diversos diaris com Critical Review, la Gentleman's Magazine i la London Magazine. Però malgrat les bones crítiques, Hawkins també va ser víctima d'una sèrie d'atacs viciosos a la premsa, principalment anònims, escrits pels amics de Burney a instàncies.
William Bewley, va ser un dels que va criticar el treball de Hawkins. Deia que General History of the Science and Practice of Music havia espatllat la bellesa de la música dels segles xvi i xvii a costa dels estils musicals moderns; especialment les tendències actuals en l'òpera, que Hawkins va trobar “més antinatural i absurd”, i que la música instrumental era "soroll sense harmonia": una visió en contrast directe amb la idea de Burney de la història de la música com a desenvolupament continuu. Bewley també criticava que es van publicar els 5 volums sense cap mena d'ordre o voluntat d'agrupar els continguts. Un altre aspecte el qual va criticar, va ser la informació innecessaria sobre autors o músics que apareixíen al llarg de l'obra. Bewley va conclure dient que el treball de Hawkins no es podia denominar com a història, tot i que contenia "materials adequats per a una història"; el conjunt, va dir, estava “barrejat i confós amb una massa desmesurada d'altres matèries.
Aquestes crítiques han fet que la Història de Hawkins tingui una visió negativa malgrat ser un autor que anava a contracorrent a la seva època i que va publicar una de les obres més importants de la historiografia musical.
Les vendes de la Història van disminuir malgrat la bona recepció de la Història de Hawkins en general; possiblement va ser pel preu elevat, per la seva densitat i les sàtires promogudes per Burney.
General History of the Science and Practice of Music es va reimprimir el 1852 i el 1875. La reedició del 1852 va ser a càrrec de Mr. J. Alfred Novello.

## John Hawkins i Charles Burney
John Hawkins i Charles Burney van ser els principals historiadors laics, considerats els fundadors de la historiografia moderna.
Cal destacar l'obra Histoire générale, critique et philologique de la musique ja que va ser una obra anterior a la de Hawkins i Burney escrita pel compositor Charles Henri de Blainville al 1767. Però sens dubte, les dues històries de Hawkins i Burney serien les que donarien peu a la musicologia moderna.
La comparació entre Charles Burney i John Hawkins va ser inevitable. Realment, les seves historiografies són complementàries en lloc de conflictives tot i que Hawkins era racionalista i Burney empirista.
Tot i així, les dues obres tenen diferències entre sí. Hawkins va escriure informació valuosa sobre la societat musical de principis del segle xviii a Londres i destaca la consecució de compositors del segle xvi i principis del segle xvii, que van ser tractats amb menor importància per Burney. També valora les composicions musicals dels segles passats com per exemple la obra de Josquin Des Prez o les obres de Johann Sebastian Bach. A més, critica la música instrumental del seu temps i les operes. Tot i considerar-se un defensor de la música moderna, Hawkins acaba la seva obra amb Haendel creant així una gran contradicció. Ell creia que la història de la música es podia descriure com una línea en constant ascens però ell talla el seu relat amb Haendel, ja per ell era el compositor que havia portat la música a la perfecció. Donant a entendre doncs, que el que venia després era decadència.
Burney, en canvi, tenia un coneixement i una visió diferent de les societats musicals europees i les seves anàlisis musicals són tècnicament superiors a les de Hawkins. El seu estil literari crida més l'antenció al lector ja que tenia més gràcia i enginy i tot estava ben organitzat. A més, Burney va fer diversos viatges per Europa mentre que Hawkins es va quedar a Anglaterra.
Una altra diferència entre ells, va ser a l'hora de publicar la seva obra. Burney va anar publicant els volums progressivament i els va vendre per subscripció (un dels subscriptors seria el propi Hawkins) mentre que Hawkins ho va publicar de cop i ho va vendre al mercat lliure.
Tot i així, Hawkins va ser un pioner, i Burney va beure molt d'ell tot i que ho negava públicament. De fet, William Chappell i altres van acusar que Burney "copiés especialment John Hawkins sense reconeixement i va disfressar el material." Algunes seccions de la història de Burney es basen, en realitat, totalment o parcialment en l'obra de Hawkins. A més. l'obra de Hawkins ha estat reeditada i conservada al British Museum mentre que l'obra de Burney no ha tornat a editar-se.

## Catàleg d'obres
| Títol | Any  |
| --- | ---- |
| Memoirs of the Life of Sig. Agostino Steffani                                                                                             | 1750 |
| An Account of the Institution and Progress of the Academy of Ancient Music                                                                | 1770 |
| An Account of Dr. Croft’s Life’, preface to W. Croft: Cathedral Music or Thirty Select Anthems in Score                                   | 1775 |
| A General History of the Science and Practice of Music                                                                                    | 1776 |
| A Catalogue of the Scarce, Valuable and Curious Collection of Music, Manuscript and Printed, of the Reverend and Learned William Gostling | 1777 |
| The General History and Peculiar Character of the Works of Arcangelo Corelli                                                              | 1777 |
| Memoirs of Dr William Boyce’, prefaci a W. Boyce                                                                                          | 1788 |